# Lorentzev faktor
Lorentzev fáktor [lórencev ~] (oznaka γ, relativistična gama) nastopa pri Lorentzevi transformaciji med inercialnima opazovalnima sistemoma, ki se relativno eden glede na drugega gibljeta s hitrostjo v:
{\displaystyle \gamma \equiv {\frac {1}{\sqrt {1-\beta _{0}^{2}}}}={\frac {1}{\sqrt {1-\left({\frac {v}{c_{0}}}\right)^{2}}}}={\frac {c_{0}}{\sqrt {c_{0}^{2}-v^{2}}}}={\frac {\mathrm {d} t}{\mathrm {d} \tau }}\!\,.}
Pri tem je {\displaystyle \beta _{0}=v_{0}/c_{0}\!\,} relativistična beta, c0 hitrost svetlobe v praznem prostoru, τ pa lastni čas.
Lorentzev faktor nosi ime po nizozemskem fiziku Hendriku Antoonu Lorentzu, ki ga je vpeljal v svoji teoriji etra leta 1892.
Včasih Lorentzev faktor označujejo z {\displaystyle \beta \,}, {\displaystyle \gamma _{0}\,} ali {\displaystyle \gamma _{v}\,}.:15

## Številske vrednosti
V spodnji razpredelnici levi stolpec kaže hitrost kot razmerje glede na svetlobno hitrost c. Srednji stolpec kaže odgovarjajoči Lorentzev faktor, desni pa njegovo obratno vrednost. Vrednosti označene krepko so točne.
| hitrost (glede na c)           | Lorentzev faktor            | obratna vrednost              |
| {\displaystyle \beta =v/c\,\!} | {\displaystyle \gamma \,\!} | {\displaystyle 1/\gamma \,\!} |
| ------------------------------ | --------------------------- | ----------------------------- |
| 0,000                          | 1,000                       | 1,000                         |
| 0,050                          | 1,001                       | 0,999                         |
| 0,100                          | 1,005                       | 0,995                         |
| 0,150                          | 1,011                       | 0,989                         |
| 0,200                          | 1,021                       | 0,980                         |
| 0,250                          | 1,033                       | 0,968                         |
| 0,300                          | 1,048                       | 0,954                         |
| 0,400                          | 1,091                       | 0,917                         |
| 0,500                          | 1,155                       | 0,866                         |
| 0,600                          | 1,250                       | 0,800                         |
| 0,700                          | 1,400                       | 0,714                         |
| 0,750                          | 1,512                       | 0,661                         |
| 0,800                          | 1,667                       | 0,600                         |
| 0,866                          | 2,000                       | 0,500                         |
| 0,900                          | 2,294                       | 0,436                         |
| 0,990                          | 7,089                       | 0,141                         |
| 0,999                          | 22,366                      | 0,045                         |
| 0,99995                        | 100,00                      | 0,010                         |